# Poecilosomella perinetica
Poecilosomella perinetica är en tvåvingeart som först beskrevs av Walter Leopold Victor Hackman 1967.  Poecilosomella perinetica ingår i släktet Poecilosomella och familjen hoppflugor.
Artens utbredningsområde är Madagaskar. Inga underarter finns listade i Catalogue of Life.